# Chors
Chors – słowiański bóg o niepewnych funkcjach wzmiankowany od XII wieku. Na ogół interpretowany jako bóg słońca, czasami jako bóg księżyca. Nieznane jest także znaczenie teonimu: najczęściej łączono jego imię z irańskim słowem na słońce, np. perskim xoršid, czy osetyjskim xor, lecz współcześni językoznawcy mocno krytykują taką etymologię, a zamiast tego proponuje się inne, rodzime etymologie.

## Źródła
Chors jest drugim najczęściej wymienianym w źródłach bogiem słowiańskim, zaraz po Perunie. W zapiskach pojawia się po raz pierwszy w Powieści minionych lat razem z innymi bogami, którym Włodzimierz Wielki postawił posągi:

I postawił bałwany na wzgórzu za dworem teremnym: Peruna drewnianego z głową srebną i wąsem złotym, i Chorsa Dadźboga i Strzyboga, i Simargła, i Mokosz. I składali im ofiary, nazywając ich bogami, i przywodzili syny swoje i córy na ofiarę biesom i plugawili ziemię ofiarami swymi. I splugawiła się krwią ziemia ruska i wzgórze to. Lecz przełaskawy Bóg nie chciał śmierci grzeszników, na tym wzgórzu dziś cerkiew stoi, św. Wasyla.

Drugim źródłem wymieniającym boga jest Słowo o wyprawie Igora: „Wsiesław-książę nad ludźmi sąd czynił, książętom miasta upiększał, a sam nocą wilkiem się czaił; z Kijowa do piania kogutów wielkiemu Chorsowi szlak przebiegał, do Tmutarakani docierał”.
Bóg Chors wzmiankowany jest również w Słowie i objawieniu św. Apostołów, które wymienia Peruna i Chorsa jako starców, przypisując Chorsowi realne życie na Cyprze. Chors pojawia się także w apokryficznym tekście Ballada trzech świętych odnotowującym rozmowę świętych Bazylego, Grzegorza Teologa i Jana Złotoustego. Św. Jan pyta: „Z czego zrobiony jest piorun?”, św. Bazyli odpowiada: „Są dwa anioły piorunowe: Helleński starzec Perun i Chors Żydowin, dwa są to anioły piorunowe.” Tekst ten łączy tradycję słowiańską, chrześcijańską oraz bogomilską . Występuje także w innych, zależnych od latopisu źródłach.

### W nazwach własnych
Michaił A. Wasiliew przytoczył szereg hydronimów z obwodu nowogrodzko-siewierskiego (np. bagno Chorsowo, zbiornik Chorsów) z XVI–XVIII w., toponimy na Wołyniu z X-XII w., czy Chyrsowo w Bułgarii. Andriej A. Bieskow zauważył natomiast, że w rejonie borowskim na Ukrainie, niedaleko wsi Horochowatka, istniała Chorsówka, która obecnie znalazła się pod zbiornikiem Oskolskim. Co ważne, wśród mieszkańców tej wsi odnotowano nosicieli nazwiska Chors. W polskich toponimach zachował się jako *Kars i *Chars.
Bóg zachować miał się także w staroserbskim imieniu Хьрсь, starobułgarskim Хръсъ, serbskim Хрс, Hrs, Хрсовик, Hrsowik, staroruskim Хорсъ, w analogii do polskiego imienia Dadźbóg, od boga Dadźboga. Możliwe także, że zachował się w staroczeskim imieniu Chorúš. Proponowano by serbskie imiona uznać za przeróbki greckiego imienia Χρυσης Khrisis, lub Χρυσος Khrisos, lecz według Aleksandra Brücknera jest to nieuzasadnione: te imiona nie są imionami chrześcijańskimi, więc nie było powodu by Serbowie je przejmowali, a Χρυσ- zapisywane jest po prostu jako khris-.

## Etymologia

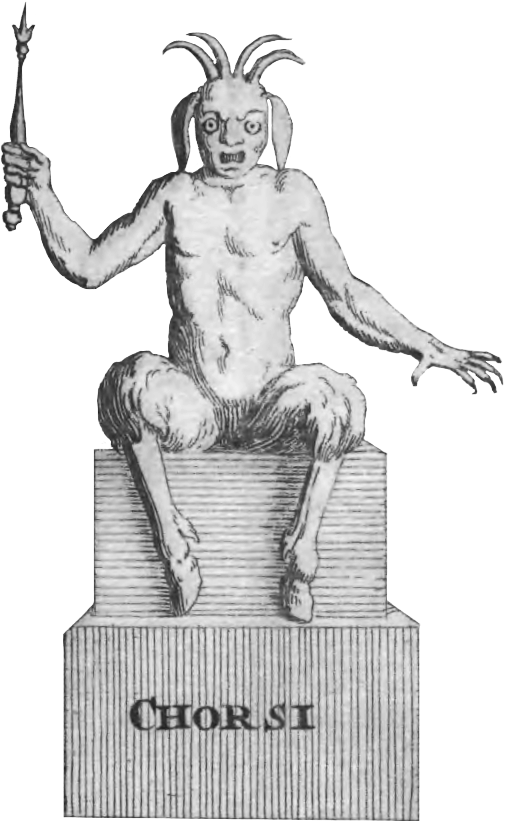
Chrześcijańskie, propagandowe przedstawienie Chorsa, Georg A. Schleusing, La Religion ancienne et moderne des Moscovites, 1698

W źródłach staroruskich teonim ten zapisuje się jako Xърсъ, Xŭrsŭ, Хорсъ, Xorsŭ, Хъросъ, Xŭrosŭ, a we współczesnej literaturze rosyjskiej zapisuje się je jako Хорс Chors, podobnie zapisał je także Maciej Stryjkowski – Chorsum. W języku angielskim, w zależności od systemu transkrypcji lub transliteracji, imię to zapisuje się jako Khors, Hors, lub Xors.

### Etymologia irańska
Najpopularniejszym poglądem dotyczącym etymologii teonimu Chors jest odwołanie się do słowotwórstwa irańskiego. Taką etymologię proponuje się już od XIX w. Rosyjski historyk Piotr Butkow, który nazwał Chorsa ‘słowiańskim Apollonem’, jako jeden z pierwszych połączył imię boga z perskim خورشید, xoršid i osetyjskim хур xur, хор xor, oznaczającym ‘słońce’, jak również z osetyjskimi xorošŭ, хоrsŭ, xorsu, określającymi ‘dobro’. Dodaje się także irańskie xvar ‘aureola’, indyjskie हर, hara, हरस्, haras ‘ogień’, czy Xuršid oznaczające ‘bóg-Słońce’. Irańskie słowo miało być także źródłosłowem dla Kronesa, boga nieba u Wogutów i Ostjaków, jak też dla słowa kvar (‘niebo’, ‘powietrze’) w języku Watjaków.
Władimir Toporow uważał, że imię Chors przynieśli do Kijowa, wraz z kultem solarnym, żołnierze z Chorezmu, którzy mieli tam stacjonować za czasów Włodzimierza Wielkiego, lecz ta hipoteza została mocno skrytykowana. Michaił Wasiljew stwierdził, że imię nie mogło zostać zapożyczone ze średnioperskiego, lecz jedynie od ludów sarmacko-alańskich w pierwszym tysiącleciu p.n.e.  (tzw. inwersja irańska).
Proponowano także wczesną pożyczkę z osetyjskiego хорз, xorz ‘dobry’, co miałoby także wyjaśnić rosyjskie słowo хороший, choroszyj ‘dobry’, które pierwotnie miało oznaczać ‘[należący do] Chorsa’. Taką możliwość odrzucił również Vasmer. Toporow, który nie akceptował także traktowania słowa jako pożyczki z osetyjskiego, pisał:

Jedynym rosyjskim słowem, które rzeczywiście zostało połączone przez badaczy z imieniem Chors, jest choroszyj. Związek ten wydaje się obecnie bezsporny [...]. Niekwestionowany jest również kierunek tworzenia się słowa: Chors → choroszyj. Wątpliwości budzi jedynie konkretny irański źródłosłów imienia Chors.

#### Krytyka
Pożyczka z języków irańskich bez większych zarzutów została przyjęta przez badaczy religii, lecz językoznawcy, np. Max Vasmer, wskazują na problemy z zakresu fonetyki. Irańskie hva- nie wyjaśnia słowiańskiej krótkiej samogłoski ъ (ŭ – krótkie u) w Xŭrsŭ, a š nie mogło pozostać w językach słowiańskich jako s, lecz zgodnie z regułą ruki przejść w x (ch), albo pozostać jako š (sz) w przypadku, gdy słowo zostało zapożyczone po zakończeniu się procesu reguły. Imię nie może pochodzić od awestyjskiego Hvar z powodu końcowego -s.
Etymologia irańska rodzi także problemy natury historycznej. Chors nie mógł zostać zapożyczony za czasów Włodzimierza Wielkiego, ponieważ w tamtych czasach Persja była już krajem muzułmańskim, a słowo xoršid w języku nowoperskim oznaczało tylko ‘słońce’ i nie miało żadnych konotacji religijnych. Teonim nie może wywodzić się z hvarə хšаētəm ponieważ wyrażenie to zostało skrócone do xwaršēδ/xoršid w języku średnioperskim w czasach dynastii Sasanidziów, a wtedy kult słońca został przeniesiony na boga Mitrę. Dodatkowo, na wczesnym etapie, w Persji panował ikonoklazm i zastępowano wyobrażenia bogów irańskich świętymi ogniami. Niejasne jest więc w jaki sposób Słowianie wschodni mieliby zapożyczyć słowo xwaršēδ/xoršid z Persji w tak krótkim czasie, dokonać radykalnej zmiany fonetycznej oraz umieścić Chorsa tak wysoko w panteonie. Wasiljew próbował rozwiązać ten problem, sugerując istnienie hipotetycznego sarmacko-alańskiego słowa *xors/*xūrs ‘Król-Słońce’ uzyskanego za pomocą skomplikowanego łańcucha założeń, lecz tutaj także pojawiają się wymienione wcześniej problemy fonetyczne.
Kompleksowej krytyki teorii irańskiej dokonał także Andriej Bieskow.

### Etymologie słowiańskie

#### Z praindoeuropejskiego*kr̥ḱós
Aleksander Brückner (1918) także zaproponował słowiańskie pochodzenie teonimu. Według niego Chъrsъ po polsku brzmiałoby chars i odnajduje to słowo w polskich wyrażeniach przecharsła koza czy wycharsł mężczyzna, oznaczające ‘wynędzniałe’ stworzenie, czy w czeskich słowach krsati, krsnouti ‘nędznieć’, krsek ‘karlik’, zakrsly, krs ‘półkrzew’ z typową wymianą ch i k – polskim słowem z zachowanym pierwotnym k jest karślak ‘drzewo sękowate’, czy nazwy miejscowe Karsy. Prasłowiańską formę tych słów rekonstruuje się jako przymiotnik *kъrsъ ‘zmalały, chudy, karlik’, czasownik *kъrsati ‘maleć’, *krsnąti ‘chudnąć’ z pie. *kr̥ḱós ‘chudy’ (pie. ḱ → prasł. s). Interprerpretacja ta została wsparta przez Michała Łuczyńskiego (2020). Według niego, prasłowiańska forma teonimu, *Xъrsъ, z wcześniejszej *Kъrsъ, jest formalnie tożsama z imionami: staroserbskim Хьрсь i starobułgarskim Xrъсъ, a także toponimami: staropolskim *Kars i *Chars, serbskim Hrs i staroruskim Хорсъ i innymi, i jest pochodną przymiotnika *kъrsъ ‘chudy’. Taka rekonstrukcja jest poprawna etymologicznie, i semantycznie zgodna jest z interpretacją księżycową – księżyc jako ‘chudy’, co mogło być związane z cyklami lunarnymi.

#### Z praindoeuropejskiego*kʷr̥s-
Według słowackiego językoznawcy Martina Pukaneca (2013) teonim Chors nie ma genezy prasłowiańskiej. Wskazuje on tutaj na słowiańską przestawkię TarT/TorT (T = jakakolwiek spółgłoska), która nastąpiła około 800 roku. Prasłowiańskie TorT w językach wschodniosłowiańskich przeszło w ToroT, więc prasłowiańskie *Xorsъ powinno przejść we wschodniosłowiańskie *Xorosъ, a takiego zapisu nie potwierdzają źródła. Według niego nie ma także wiarygodnego poświadczenia tego teonimu w językach zachodnio- i południowosłowiańskich. W takim przypadku, według Pukaneca, teonim ten został zapożyczony z perskiego xuršēt ‘świecące słońce’, lecz nie odnosi się do krytyki takiej etymologii ze strony innych językoznawców przedstawionej wcześniej.
Wskazuje także na inną możliwość. Prasł. TorT przeszło do cerkiewnosłowiańskiego jako TъrT oraz TrъT, co tłumaczyłoby zarówno zapis *Xorsъ, jak i *Xъrsъ i uznaje zapis *Xъrsъ jako pierwotny. Jako że prasł. *x może wywodzić się z pie. *k lub *g, przy szukaniu pie. etymologii słowa należy zwrócić uwagę przede wszystkim na głoski zaokrąglone *kʷ, *gʷ i *gʷʰ; praindoeuropejski rdzeń można więc zrekonstruować jako *kʷr̥s- lub *gʷr̥s- lub *gʷʰr̥s-. Z wymienionych rdzeni tylko jeden, *kʷr̥s-, znajduje się w indoeuropejskim słowniku etymologicznym Juliusa Pokornego, który rekonstruuje ten rdzeń przy pomocy greckiego πρῖνος prînos ‘dąb (ostrokrzewowy)’, galijskiego prenne ‘duże drzewo’, staro-wysoko-niemieckiego horst, hurst ‘krzew, gąszcz’ lub słoweńskiego hrást ‘dąb’, które, podobnie jak omawiany teonim, zawierają samogłoskę między -r- i -s-. Taka rekonstrukcja wskazywałaby na funkcje podobne do funkcji Peruna – boga burzy i dębów.

## Interpretacje

### Chors-Dadźbóg – bóg słońca
Badacze, którzy zakładają etymologię irańską, najczęściej przypisują Chorsowi cechy słoneczne. Głównym argumentem jest źródłosłów teonimu oznaczający przede wszystkim „słońce”. Wskazuje się także na Słowo o wyprawie Igora: książę Wsiesław, który „przybył do Tmutarakani przed kurami” i „Chorsowi drogę przebiegał”, podróżował z zachodu na wschód, przez co dotarł do grodu przed pianiem kogutów i w ten sposób „uprzedził” słońce.
Wskazuje się również na tekst Powieści, gdzie podczas wymieniania posągów bogów jedynie między Chorsem i Dadźbogiem, bogiem słońca, nie zastosowano spójnika ‘i’ (w przeciwieństwie do reszty bogów), a to według wielu badaczy sugerowałoby, że Chors to inne imię Dadźboga, jego hipostaza, lub że związani są w jakiś inny sposób. Taki pogląd wspierał np. Henryk Łowmiański, według którego Dadźbóg był objaśnieniem Chorsa. Zaznaczał jednak, że nie ma pewności czy ten spójnik jednak się tam nie znajdował. Przeciwko takiemu poglądowi występował Brückner, według którego brak spójki nie ma znaczenia, a wiązanie Dadźboga z Chorsem uznał za bezzasadne. Analiza pisowni źródeł staroruskich potwierdza pogląd Brücknera: brak spójnika występuje często w wyliczeniach choronimów, etnonimów, hydronimów, antroponimów oraz teonimów, np.: odpis I kroniki nowogrodzkiej: „... и стриба сенмарекла мокошь”, Słowo i objawienie św. Apostołów: „пероуна и хорса дыя и трояна”, Słowo św. Grzegorza o idolach: „молятся (...) нероуноу. хорсу мокоши”.

### Bóg księżyca
Część badaczy, którzy także zakładają etymologię irańską, uważa, że Chors był bogiem lunarnym, a znaczenie jego imienia odnosi się nie do promieni słonecznych, lecz do promieni księżyca.
Wskazuje się tutaj na fakt, że Wsiesław został nazwany „wilkiem”, a wilkołactwo związane jest z księżycem, sama zaś podróż księcia odbywa się nocą, kiedy słońce jest nieobecne na niebie, przez co nie mógł on przeciąć drogi słońcu, lecz księżycowi. Dodatkowo wskazuje się także, że Tmutarakań nie znajduje się od Kijowa na wschód, lecz południowy wschód. Wskazuje się także na prawdopodobne niezrozumienie zwrotu „do kur”. W języku staroruskim zwrot ten oznaczał ‘do późna; w nocy’, ‘do świtu, przed świtem’, a dial. до вторых кочетов oznacza ‘do późna, po północy’ (dosł. ‘do drugich kogutów’). Jako że zwroty zaczynające się od „do” oznaczały noc, a na poranek wskazywały zwroty zaczynające się od „co” (por. со вторыми кочетами), można stwierdzić, że Wsiesław dotarł do miasta w nocy, a nie rankiem. Łuczyński wskazuje także, że epitet „wielki” użyty w stosunku do Chorsa w Słowie, który zazwyczaj uznawany jest jako argument za słoneczną interpretacją, można zrozumieć inaczej: w folklorze epitet „wielki” często używany jest w stosunku do księżyca, np. polski wielki księżyc, chorwacki i słoweński velik mesec, i dalej porównuje on staroruski zwrot do staronordyjskiego kenninga mána vegr ‘niebo’, dosł. ‘droga księżyca’.
Interpretację imienia Chors, jako ‘wychudłego’ wsparła językoznawczyni Wanda Budziszewska. Podaje ona, że ubywający księżyc wśród Słowian nazywany był „wątłym”: polskie dial. (Podhale i okolice Krakowa) wietek, wiotek, staroczeskie vetech, białoruskie v́òtak i rosyjskie vétoch. W staropolskim słowo wiotchy oznaczał ‘wątły z powodu wytarcia, używania, starości’  (prasł. *vetъxъ).

## Domniemany idol
Niemiecki podróżnik Johann David Wunderer, który podróżował po Rosji w latach 1589–1590 i opisywał Psków w swoim pamiętniku Podróż do Moskwy, wspomniał posągi Chorsa i Usłada, które miały znajdować się koło Pskowa:

Przed miastem widzieliśmy dwa idole, ustawione w dawnych czasach przez kapłanów, którzy je czcili, a mianowicie Usłada, którego kamienny posąg trzyma w ręku krzyż (i) Chorsa, który stoi na wężu, z mieczem w jednej ręce i piorunem (dosł. promieniem ognia – A.K.) w drugiej.

W pamiętniku Wunderer na świeżo opisywał Psków, chociaż podczas redakcji rękopisu dodał elementy, które są zapożyczeniami z innych źródeł, które jednak łatwo zidentyfikować. Wunderer nie mógł znać imion bogów przedstawionych na kamieniu przede wszystkim dlatego, że wymieniony przez niego Usład w rzeczywistości jest pseudobóstwem – jego imię powstało w wyniku zniekształcenia fragmentu Powieści minionych lat, w którym opisywany jest złoty posąg Peruna, Siegmund von Herberstein uznał słowo złoty (us zlat) za samodzielne imię Uslad – i nigdy nie istniał w rosyjskim panteonie. Wielu historyków uważało wspomniany fragment za niewiarygodny.
Wunderer zorientował się, że w pobliżu posągów dawniej znajdował się obóz polowy Stefana Batorego, który oblegał Psków w latach 1581–1582, a ta informacja pozwoliła na odnalezienie miejsca, w którym znajdowały się opisane przez niego posągi. Obóz znajdował się na południe od Pskowa i leżał po obu stronach potoku Promierzycy, która rozdzielała płaski teren wokół miasta od lesistych wzgórz i gór, które ciągnęły się aż do rzeki Czeremchy, a w jego pobliżu musiały znajdować się posągi. Istnienie idola zostało nieoczekiwanie potwierdzone, gdy podczas wykopalisk w 1897 r. odnaleziono tzw. kamienną babę (umowna nazwa na kamienne posągi przedstawiające ludzi) między Promierzycą a fabryką. Posąg prawdopodobnie nie został znaleziony w oryginalnym miejscu, lecz i tak musiało się ono znajdować niedaleko. Podczas II wojny światowej posąg, który znajdował się w Muzeum Pskowskim, zaginął, lecz zachowały się zdjęcia z lat 1928–1929. Idol miał długość około 100 cm, a na jego piersi znajdował się krzyż, który został wykonany w tym samym czasie, co reszta rzeźby, lecz idol został celowo uszkodzony, a w dobrym stanie zachowała się tylko głowa.
Według rosyjskiego archeologa Anatola Kirpicznikowa figura ta związana z pogańskim słowiańskim. Umiejscowienie figury i znak krzyża pokrywają się dokładnie z opisem Wunderera. Krzyż, który jest starożytnym symbolem słońca, świadczyć ma o związku boga z posągu ze słońcem, a sam posąg ma przedstawiać Chorsa lub Dadźboga. Część badaczy sugerowała, że posąg ten należy do kultury chrześcijańskiej. Posąg datowany jest na VIII-X wiek.